# Il caso Haller
Pour plus de détails, voir Fiche technique et Distribution.
Il caso Haller est un film réalisé par Alessandro Blasetti et sorti en 1933, remake du film français Le Procureur Hallers et du film allemand Der Andere (1930) de Robert Wiene, eux-mêmes adaptés de la pièce de théâtre éponyme de Paul Lindau.
Il s'agit du premier de deux remakes de succès étrangers réalisés par Blasetti, l'autre étant L'impiegata di papà (1934). Aucune copie n'en a été conservée.
Ce film marque les débuts à l'écran d'Isa Miranda, qui décroche son premier rôle l'année suivante dans La Dame de tout le monde de Max Ophüls et s'impose comme une actrice italienne de première importance dans les années 1930. C'est également le premier des deux seuls films mettant en scène l'actrice de théâtre Marta Abba. 
C'est le premier film italien à utiliser le mot « regista » dans ses titres, une italianisation du mot français « régisseur » suggérée par le linguiste Bruno Migliorini et adoptée ici par Blasetti.

## Fiche technique
- Titre original : Il caso Haller
- Réalisation : Alessandro Blasetti
- Scénario : Leo Menardi d'après le livre de Paul Lindau
- Photographie : Anchise Brizzi
- Montage : Ignazio Ferronetti, Alessandro Blasetti
- Musique : Cesare Andrea Bixio (direction orchestrale d'Armando Fragna)
- Société de production : Cines
- Pays de production :  Royaume d'Italie
- Format : Noir et blanc - Mono
- Genre : Film policier
- Durée : 77 minutes
- Date de sortie : 
  - Royaume d'Italie : 1933

## Distribution
- Marta Abba : la prostituée
- Memo Benassi : Haller
- Camillo Pilotto : le chef de bande
- Vittorio Vaser : un bandit
- Ugo Ceseri
- Egisto Olivieri
- Cele Abba
- Vasco Creti
- Umberto Sacripante
- Isa Miranda
- Natalia Murray Danesi